# 小行星2194
小行星2194（2194 Arpola）是一颗绕太阳运转的小行星，为主小行星带小行星。该小行星于1940年4月3日发现。
該小行星以發現者爾約·維薩拉位於圖爾庫附近的夏日別墅命名。

## 轨道参数
小行星2194的轨道半长轴为2.3276254 UA，离心率为0.041。